# Madre Teresa (miniserie televisiva)
Madre Teresa è una miniserie televisiva italiana diretta da Fabrizio Costa che narra la vita di Madre Teresa di Calcutta, la fondatrice delle Missionarie della carità.

## Distribuzione
Il formato originale di questa fiction è quello della miniserie composta da 2 puntate dalla durata di circa 90 minuti ciascuna. In questo formato, la fiction è stata trasmessa in prima visione TV su Rai 1 il 19 e il 20 ottobre 2003. In seguito, la rete ammiraglia della Rai ha proposto una versione ridotta della fiction, in formato film tv (cioè in un'unica puntata) dalla durata di 114 minuti.

## Produzione
La fiction è co-prodotta da Rai Fiction, Lux Vide, Rai Trade, MTP, Euro Fiction in associazione con Blue Star Movies e Boca Boca.

### Cast
Gli attori protagonisti sono Olivia Hussey nel ruolo di Madre Teresa, Sebastiano Somma nel ruolo di Padre Serrano, Laura Morante nel ruolo di Madre Du Cenacle, Michael Mendl nel ruolo di Van Exem, Guillermo Ayesa nel ruolo di Perier, Íngrid Rubio nel ruolo di Virginia. Tra gli altri attori vi sono Azzurra Antonacci, Carlo Cartier, Valeria Cavalli, Enzo Decaro, Guido Roncalli e Emily Hamilton. La regia è di Fabrizio Costa.